# Insígnias Honoríficas Açorianas
As Insígnias Honoríficas Açorianas são regime de condecoração, criado pelo Decreto Legislativo Regional n.º 36/2002/A, de 28 de Novembro e regulamentado pelo Decreto Legislativo Regional n.º 10/2006/A, de 20 de Março, que visa distinguir, em vida ou a título póstumo, os cidadãos ou as pessoas colectivas que se notabilizarem por méritos pessoais ou institucionais, actos, feitos cívicos ou por serviços prestados ao povo açoriano. A atribuição das Insígnias Honoríficas Açorianas é feita por decisão parlamentar e a sua imposição tem lugar no Dia da Região, em sessão solene presidida pelos Presidentes da Assembleia Legislativa e do Governo Regional dos Açores.

## Categorias
Nos termos do artigo 3º do Decreto Legislativo Regional nº 36/2002/A, de 28 de Novembro, as insígnias honoríficas açorianas assumem as seguintes espécies:
- Insígnia autonómica de valor;
- Insígnia autonómica de reconhecimento;
- Insígnia autonómica de mérito;
- Insígnia autonómica de dedicação.

### Insígnia Autonómica de Valor
Destina-se a agraciar:
- o desempenho, excepcionalmente relevante, de cargos nos órgãos de governo próprios ou ao serviço da Região;
- feitos cívicos de grande relevo.

É constituída por quatro peças (placa, pescoço, peito e roseta).

### Insígnia Autonómica de Reconhecimento
Destina-se a distinguir os actos ou conduta de excepcional relevância de cidadãos portugueses ou estrangeiros que:
- valorizem e prestigiem a Região no país ou no estrangeiro ou que para tal contribuam;
- contribuam para a expansão da cultura açoriana ou para o conhecimento dos Açores e da sua história;
- Distingam-se pelo seu mérito literário, científico, artístico ou desportivo.

É constituída por três peças (pescoço, peito e roseta).

### Insígnia Autonómica de Mérito
Vsa distinguir actos ou serviços meritórios praticados por cidadãos portugueses ou estrangeiros no exercício de quaisquer funções públicas ou privadas. Constituída por duas peças (peito e roseta), divide-se em três categorias:

#### Mérito Profissional
Destinada a agraciar o desempenho destacado em qualquer actividade profissional, quer por conta própria, quer por conta de outrem.

#### Mérito Industrial, Comercial e Agrícola
Destinada a agraciar aqueles que, tendo desenvolvido a sua actuação nas áreas industrial, comercial ou agrícola, se hajam destacado por relevantes serviços para o seu desenvolvimento ou por excepcionais méritos na sua actuação.

#### Mérito Cívico
Destinada a agraciar aqueles que, em resultado de uma compreensão nítida dos deveres cívicos, contribuíram, de modo relevante, para os serviços à comunidade, nomeadamente nas áreas de acção social e cultural.

### Insígnia Autonómica de Dedicação
Visa destacar relevantes serviços prestados no desempenho de funções na Administração Pública, bem como agraciar aqueles funcionários que demonstrem invulgares qualidades dentro da sua carreira e que, pelo seu comportamento, possam ser apontados como exemplo a seguir.